# Podaljšana tristrana bipiramida
| Podaljšana tristrana bipiramida | Podaljšana tristrana bipiramida      |
| ------------------------------- | ------------------------------------ |
|                                 |                                      |
| Vrsta                           | Johnsonovo telo J13-J14-J15          |
| Stranske ploskve                | 6 trikotnikov 3 kvadrati             |
| Oglišča                         | 8                                    |
| Robovi                          | 15                                   |
| Konfiguracija oglišča           | 2(33) 6(32.42)                       |
| Grupa simetrije                 | D3h, [3,2],(*322)                    |
| Vrtilna grupa                   | D3, [3,2]+, (322)                    |
| Dualni polieder                 | tristrana dvakrat prisekana piramida |
| Lastnosti                       | konveksna                            |
| mreža telesa                    |                                      |

Podaljšana tristrana bipiramida je eno izmed Johnsonovih teles (J14). Je konveksni polieder, ki ima za stranske ploskve pravilne mnogokotnike. Kot že ime nakazuje, jo dobimo s podaljševanjem tristrane bipiramide  (J12) tako, da dodamo tristrano prizmo med njeni skladni polovici.

## Prostornina in površina
Naslednja izraza za prostornino (V) in površino (P) sta uporabna, če so vse stranske ploskve pravilne in imajo dolžino roba a 
{\displaystyle V=({\frac {1}{12}}(2{\sqrt {2}}+3{\sqrt {3}}))a^{3}\approx 0,668715...a^{3}}
{\displaystyle P=({\frac {3}{2}}(2+{\sqrt {3}}))a^{2}\approx 5,59808...a^{2}}

## Dualni polieder
Dualno telo podaljšane tristrane piramide ima 8 stranskih ploskev: 6 trapezoidnih in 2 trikotni.
| Dualno telo podaljšane tristrane bipiramide | Mreža dualnega telesa |
| ------------------------------------------- | --------------------- |
|                                             |                       |